# 波德戈里察城市體育場

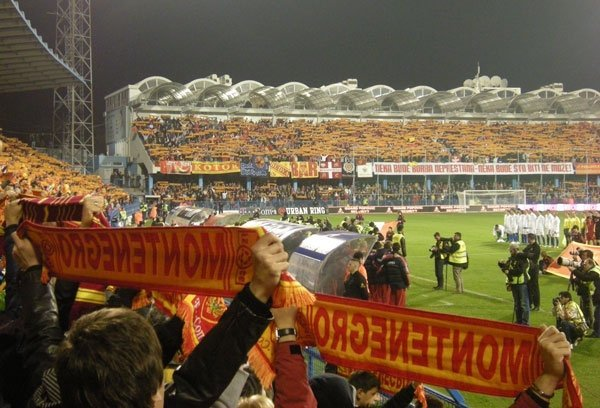
波德戈里察城市體育場

波德戈里察城市體育場是位於蒙特內哥羅波德戈里察的一座多功能體育場。由於多次翻新，其座位數多年來有所變化，2022年时座位數為11,080。該體育場是蒙特內哥羅國家足球隊和布杜克諾斯特隊的主場。